# Clive Barker
Clive Barker (n. 5 octombrie 1952, Liverpool, Anglia, Regatul Unit) este un autor englez, regizor și artist vizual, cel mai cunoscut pentru operele sale din domeniul ficțiune de groază sau fantezie.

## Opere literare

### Romane
- (1985) The Damnation Game
- (1986) The Hellbound Heart
- (1987) Weaveworld
- (1988) Cabal
- (1989) The Great and Secret Show (prima "Book of the Art")
- (1991) Imajica
- (1992) The Thief of Always
- (1994) Everville (a doua "Book of the Art")
- (1996) Sacrament
- (1998) Galilee
- (2001) Coldheart Canyon: A Hollywood Ghost Story
- (2001) Tortured Souls (povestire)
- (2002) Abarat (prima carte din Abarat Quintet)
- (2004) Abarat: Days of Magic, Nights of War (a doua carte din Abarat Quintet)
- (2007) Mister B. Gone
- (2009) Mr. Maximillian Bacchus And His Travelling Circus (ediție limitată Bad Moon Books)
- (2011) The Candle in the Cloud (ediție limitată Bad Moon Books)
- (2011) Absolute Midnight (a treia carte din Abarat Quintet)
- (?) The Scarlet Gospels ( cu aceleași personaje și caracteristici ale universului din The Hellbound Heart având în prim plan personajul Pinhead și Harry D'Amour, din The Last Illusion, The Great and Secret Show, Everville și din filmul Lord of Illusions.
- (?) Abarat: The Dynasty of Dreamers (a patra carte din Abarat Quintet)

### Colecții
- (1984–1985) Books of Blood (vol. 1 - 6 au fost publicate între 1984 și 1985. vol. 4 - 6 au fost publicate în SUA sub denumirea The Inhuman Condition (volumul 4), In the Flesh (volumul 5) și Cabal (volumul 6)
- (1985) Cabal (nuvela Cabal care denumește colecția a fost publicată și sub denumirea Nightbreed)
- (1987) The Inhuman Condition
- (1987) In the Flesh
- (1990) Clive Barker, Illustrator
- (1992) Illustrator II: The Art of Clive Barker
- (1995) Incarnations: Three Plays
- (1996) Forms of Heaven: Three Plays
- (2000) The Essential Clive Barker: Selected Fiction
- (2005) Visions of Heaven and Hell
- (2011) Black Is the Devil's Rainbow: Tales of a Journeyman

### Biografii
- (1991) Clive Barker's Shadows in Eden A collection of essays written by multiple authors and friends of Barker's discussing production on his movies and interspersed with early sketches and drawings, along with snippets from various interviews. Edited by Stephen Jones.
- (2002) Clive Barker: The Dark Fantastic de Douglas E. Winter
- (2009) Memory, Prophecy and Fantasy: The World and Works of Clive Barker – Volume 1. A retrospective look at the background to Barker's published work from his earliest creative years. It includes many otherwise unpublished texts, artwork and photographic pieces alongside a detailed study of his fringe theatre work, written by Phil and Sarah Stokes who run his official website, Revelations.
- (2010) Memory, Prophecy and Fantasy: The World and Works of Clive Barker – Volume 2. A second volume of the retrospective study of Barker's work again includes many otherwise unpublished texts and artwork from direct access to Barker's archives, written by Phil and Sarah Stokes.[14]

### Non-ficțiune
- (2011) The Painter, The Creature and The Father of Lies: Essays by Clive Barker Collection of Barker's essays and non-fiction writing. According to the Revelations website, the collection includes "introductions to both his own work and the works of others, newspaper and magazine articles, tributes and appreciations and other contributions to books". Published through Earthling Publications in October 2011.[15]
- (2011) Beneath The Surface of Clive Barker's Abarat Companion volume to Barker's Abarat series. Published in 2011, the volume illustrates Barker's working methods, preliminary sketches, artwork and drafts and includes an extended interview with Barker by Abarat readers in an Alaskan school.[16]

## Filmografie

### Ca regizor
- (1973) Salome
- (1978) The Forbidden
- (1987) Hellraiser
- (1990) Nightbreed
- (1995) Lord of Illusions
- (?) Tortured Souls: Animae Damnatae

### Ca producător
- (1988) Hellbound: Hellraiser II
- (1992) Hellraiser III: Hell on Earth
- (1992) Candyman
- (1996) Hellraiser: Bloodline
- (1998) Gods and Monsters
- (2006) The Plague
- (2008) The Midnight Meat Train
- (2008) Born (pre-producție)
- (2009) Dread
- (2011) Clive Barker Presents Hellraiser (pre-producție)

### Scenarii
- (1986) Rawhead Rex
- (1985) Transmutations
- (2008) Book of Blood
- (2010) Born (pre-producție)

## Jocuri video
- Clive Barker's Undying
- Clive Barker's Demonik (proiect anulat)
- Clive Barker's Jericho
- Clive Barker's Nightbreed: The Action Game
- Clive Barker's Nightbreed: The Interactive Movie

## Cărți traduse în română
- Cabal, Editura RAO, 2004
- Everville, Editura RAO, 2006
- Abarat, Editura RAO, 2008
- Abarat: zile de magie, nopți de război, Editura RAO, 2008
- Cărțile însângerate, Editura Nemira , 2001